# Consejo de Estado en Joseon
El Consejo Estatal de Joseon o Uijeongbu fue el máximo órgano de gobierno en la Dinastía Joseon de Corea. Fue dirigida por tres funcionarios conocidos como los Altos Consejeros de Estado. Los Consejeros fueron encargados de deliberar sobre los problemas clave del estado, asesorando al rey y transmitiendo las decisiones reales a los Seis Ministerios del estado.
El Consejo fue establecido bajo el reino de Jeongjong, justo antes de que Taejong tomara el poder en 1400, de este modo reemplazó el Consejo Privado, que había sido dominado por Jeong Dojeon, el allegado del primer rey de Taejo y otras figuras principales a lo largo de la fundación de Joseon.
El primer consejero es Yeonguijeong 영의정 que fue seguido por el consejero izquierdo Jwauijeong y finalmente el derecho, Uuijeong 우의정.
Hoy en día, hay una ciudad surcoreana que fue nombrado según este establecimiento en la Provincia de Gyeonggi - Uijeongbu.